# The Smoke
The Smoke was een Britse rockband van 1965 tot eind jaren 1970.

## Bezetting
- Michael Rowley (zang, gitaar)
- Geoff(rey) Gill (drums, gitaar, componist)
- John 'Zeke' Lund (gitaar, bas)
- Mal(colm) Luker (gitaar, keyboard, sitar)
- Phil Peacock (ritmegitaar)

## Geschiedenis
De geschiedenis van de band begon in 1965 in Yorkshire, toen de ondernemer en miljonair Alan Brush de regionale mod/beatband The Shots ontdekte, die in het voorprogramma van P.J. Proby optrad. Brush wilde in de muziekbusiness instappen en bezorgde de toen nog vijfkoppige band een contract met Columbia Records. Toen de single Keep a Hold of What You've Got in oktober 1965 flopte, verloor hun begunstiger de interesse en gitarist Phil Peacock verliet de band.
Hun eerder psychedelische demo-opnamen presenteerden ze aan de producent Monty Babson, die enthousiast was van het songmateriaal. Ondertussen herbenoemd naar The Smoke, publiceerden ze in februari 1967 de single My Friend Jack, die in het Verenigd Koninkrijk de 48e plaats in de hitlijst bereikte. De titel werd naar aanleiding van de regel My friend Jack eats sugar lumps geboycotteerd door de grote radiostations, omdat men hierin reclame zag voor LSD. Dankzij veel illegale tijdschriften en piratenzenders werd My Friend Jack op het Europese vasteland een groot succes. In Duitsland bereikte de titel zelfs de 2e plaats en bleef 16 weken in de hitparade. Het enige officiële album It's Smoke Time verscheen in hetzelfde jaar, echter alleen op de Duitse markt. De volgende single If The Weather's Sunny verkocht slecht, waarop de band in augustus 1967 van label wisselde. Tijdens de periode van het grote succes in Duitsland woonde de band in Detmold en werd opgevangen door het bureau Diekman/Reuter. Van daaruit bereisden ze alle activiteitenlocaties in Duitsland, waaronder de Star-Club in Hamburg en de Jaguar Club in Herford, maar ook optredens in tv-programma's zoals Beat Club van Radio Bremen en Beat! Beat! Beat! van de Hessischer Rundfunk.
Hun toenmalige manager Chris Blackwell, de eigenaar van Island Records, contracteerde de band voor zijn label. Tot in de jaren 1970 verschenen meerdere singles, die echter niet meer het succes van My Friend Jack konden evenaren. Daaraan veranderden ook samenwerkingen met andere artiesten niets. De titel Utterly Simple werd onder andere geschreven door de Traffic-gitarist Dave Mason en Some People kwam uit de pen van de latere 10cc-bassist Graham Gouldman. In 1972 probeerden ze met de single Sugar Man over te stappen naar de glamrock, hetgeen eveneens mislukte.

## Verdere carrière van de leden
Na enkele mutaties werd de band tijdens de jaren 1970 ontbonden. John Lund, Malcolm Luker en Geoff Gill werden studiomuzikanten bij de Morgan Sound Studio's. Gill behoorde aan het begin van de jaren 1970 tot de band Fickle Pickle en bleef van alle leden de meest succesvolle. Hij werkte samen met Jenny Darren, The Beaver Brothers en Boney M.. De laatsten hadden in april 1980 met hun versie van My Friend Jack een kleinere hit. Na de successen in Duitsland bleef Malcolm met zijn vrouw in Detmold en richtte daar met de band The Lions een geluidsstudio in, waar hij demo-opnamen produceerde voor meerdere bands van het bureau Diekman/Reuter. Aan het begin van 1969 ging Malcolm Luker terug naar Londen. Werner Zahn van de band The Lions presenteerde Luker bij Udo Jürgens, die hem als geluidstechnicus naar München haalde, waar hij ging werken in de legendarische Union Studio's. Lund volgde hem korte tijd daarna. Tijdens het eind van de jaren 1980 wisselde Luker naar de Arco Studio's, waar hij promoveerde tot chefgeluidstechnicus en studioleider. Luker en Lund verlieten omstreeks 2000 München na de sluiting van beide studio's. Luker werkt tegenwoordig in Los Angeles in zijn eigen Post-Productions-studio, dat hij met zijn zoon leidt, onder andere voor Hans Zimmer. Lund is werkzaam bij het Zwitserse Studio Basel City. Mick Rowley woont in Ulm en is daar werkzaam in het management van een kliniek.

## Nieuwe platen
Precies 30 jaar na hun doorbraak met My Friend Jack brachten Mick Rowley en Malcolm Luker in 1997 een nieuw album uit. Het leek met zeven nummers qua afmetingen eerder op een maxi-single en had de titel Smoke This. Uitgebracht met zijn tweeën verscheen het onder de naam The Smoke. Twee door Luker geremixte versies van My Friend Jack, zowel een lange als een korte versie voor de radio, zijn daarvoor gerechtvaardigd. Verder bevinden zich daarop vijf nieuwe nummers, gecomponeerd door Rowley en Luker, in een enkel geval met deelname van de co-componist L. Forsey. Het muzikale arrangement aanvaardden Luker en de op het album als bassist voorkomende Günther Gebauer. Als achtergrondzangeressen traden onder andere Isabel Varell en Joy Fletcher op.

## Discografie

### Singles
als 'The Shots'
- 1965: Keep a Hold of What You've Got / She's a Liar (UK)
- 1965: There She Goes / Walk Right out the Door (UK)

als 'The Smoke'
- 1967: My Friend Jack / We Can Take It (D)
- 1967: High in a Room / If the Wheater's Sunny (D)
- 1967: If the Wheater's Sunny / I Would if I Could, But I Can't (UK)
- 1967: Have Some More Tea / Victor Henry's Cool Book (D)
- 1967: It Could Be Wonderful / Have Some More Tea (UK)
- 1968: Utterly Simple / Sydney Gill (UK)
- 1968: Sydney Gill / It Could Be Wonderful (D)
- 1970: Dreams of Dreams / My Birth (UK)
- 1971: Ride, Ride, Ride / Guy Fawkes (UK)
- 1972: Sugar Man / That's What I Want (D)
- 1972: Jack Is Back / That's What I Want (F)
- 1974: Shagalagalu / Gimme Good Loving (D)
- 1974: My Lullaby / Looking High (UK)
- 1976: My Friend Jack, 1976er Version / Lady (F)

### Albums
- 1967: It's Smoke Time
- Sinds de jaren 80: diverse samplers met bonusnummers
- 1997: Smoke This